# 下柚木
下柚木（しもゆぎ）は、東京都八王子市の地名。現行行政地名は下柚木二丁目及び下柚木三丁目と下柚木。住居表示未実施区域。郵便番号は192-0372（八王子南郵便局管区）。

## 地理
八王子市の東南部に位置し多摩ニュータウンの第20住区を構成する。南大沢駅が設置され開発されるまでは村役場や由木中央小学校があるなど由木村や由木地区の中心であった。
東は越野、松木、西は上柚木、絹ケ丘、南は南大沢、北は南陽台、堀之内と接している。
野猿街道沿いに分譲住宅地由木めぐみ野ができ開発が進んでいる。
東京都立大学南大沢キャンパスに近いためアパートが多い。

## 歴史
八王子市に合併されるまでは由木村大字下柚木であった。

### 地名の由来
江戸初期に由木村が分割されてできた上柚木村・下柚木村から。
なお、由木・柚木の地名は横山党の一族由木氏に由来する。

### 沿革
- 江戸時代初期 - 由木村が上柚木・下柚木に分割される。
- 1889年（明治22年）4月1日 - 町村制施行に伴い、下柚木村・上柚木村・南大沢村・松木村・越野村・中山村・堀之内村・別所村・東中野村・大塚村・鑓水村が合併し、神奈川県南多摩郡由木村として成立する。下柚木の永林寺に村役場が設置される。
- 1893年（明治26年）4月1日 - 南多摩郡が、神奈川県から東京府に移管され、東京府南多摩郡由木村となる。
- 1913年（大正2年） - 永林寺山門前に、村役場庁舎が完成する。
- 1918年（大正7年） - 村内の学校の統廃合が実施され、由木尋常高等小学校（現・東京都八王子市立由木中央小学校）を中心に、東分教場（現・東京都八王子市立由木東小学校）と西分教場（現・東京都八王子市立由木西小学校）が設置さ れる。
- 1927年（昭和2年） - 由木郵便取扱所が開設される。
- 1929年（昭和4年） - 由木乗合によって由木小学校前（現由木中央小学校）〜八王子郵便局（現横山郵便局）間が開通する。[5]
- 1938年（昭和13年） - 由木乗合が京王電気軌道と合併する。[5]
- 1943年（昭和18年）7月1日 - 東京都制が施行され、東京都南多摩郡由木村となる。
- 1964年（昭和39年）8月1日 - 八王子市に編入し、由木村は廃止となる。
- 1986年（昭和61年） - 南陽台に下柚木北部の一部が編入する。
- 1990年（平成2年） - 南端部が南大沢に編入する。
- 1994年（平成6年） - 下柚木三丁目ができる。
- 1996年（平成8年） - 下柚木二丁目ができる。
- 1999年（平成11年）1月30日 - 下柚木（小字弐号）が住居表示を実施。南陽台2丁目に編入。

## 世帯数と人口
2017年（平成29年）12月31日現在の世帯数と人口は以下の通りである。
| 町丁・丁目   | 世帯数    | 人口    |
| ------------ | --------- | ------- |
| 下柚木       | 1,169世帯 | 2,750人 |
| 下柚木二丁目 | 1,252世帯 | 2,498人 |
| 下柚木三丁目 | 1,326世帯 | 3,528人 |
| 計           | 3,747世帯 | 8,776人 |

## 小・中学校の学区
市立小・中学校に通う場合、学区は以下の通りとなる。
| 町丁・丁目   | 番地                          | 小学校                   | 中学校                 | 通学許可校                                    |
| ------------ | ----------------------------- | ------------------------ | ---------------------- | --------------------------------------------- |
| 下柚木       | 2066〜2070番地 2085〜2163番地 | 八王子市立由木西小学校   | 八王子市立由木中学校   |                                               |
| 下柚木       | その他                        | 八王子市立由木中央小学校 | 八王子市立由木中学校   |                                               |
| 下柚木二丁目 | 1〜10番地 35〜36番地          | 八王子市立由木中央小学校 | 八王子市立由木中学校   |                                               |
| 下柚木二丁目 | その他                        | 八王子市立下柚木小学校   | 八王子市立宮上中学校   | 八王子市立由木中央小学校 八王子市立由木中学校 |
| 下柚木三丁目 | 1番地                         | 八王子市立愛宕小学校     | 八王子市立上柚木中学校 |                                               |
| 下柚木三丁目 | その他                        | 八王子市立下柚木小学校   | 八王子市立宮上中学校   |                                               |

## 交通

### 鉄道
最寄り駅は、徒歩・バスで南大沢駅、またはバスで京王堀之内駅を利用するのが一般的である。

### 道路・橋梁
- 東京都道20号・神奈川県道525号府中相模原線（野猿街道）
- 東京都道160号下柚木八王子線（野猿街道）
- 大栗川緑道
- 大田平橋、大片瀬歩道橋、富士見橋、山下歩道橋、さんもり橋（大栗川）

## 河川
- 大栗川

## 施設

### 行政
- 八王子市役所由木事務所
- 由木中央市民センター

### 郵便局
- 八王子由木郵便局

### 教育
- 小学校
  - 八王子市立由木中央小学校
  - 八王子市立下柚木小学校

- 中学校
  - 八王子市立由木中学校

- 大学セミナー・ハウス

### 商業
- ワークマン八王子下柚木店
- ドライバースタンド南大沢２りんかん

### コンビニエンスストア
- セブンイレブン下柚木西店

### 公園
- 富士見台公園 - 八王子市松木と下柚木に跨っている。市のウェブサイト上に記載された所在地は下柚木905-3
- 柳沢の池公園 - 江戸時代に下柚木村の領主であった旗本柳沢氏によって掘られたと言われているため池（後に「柳沢の池」と呼ばれる）が名前の由来となっている。
- 山下こぶし公園
- 下柚木1号緑地
- 下柚木2号緑地
- 下柚木3号緑地
- 下柚木大町公園
- 下柚木郷戸緑地
- 大片瀬公園
- 由木めぐみ野公園

### 寺院・神社
- 永林寺
- 御嶽神社

### 史跡
- 下柚木御嶽神社のスダジイ
  - 八王子市指定天然記念物。推定樹齢不明。[7]。